# Drakonitische Periode
Die drakonitische Periode bezeichnet die Zeit eines Trabanten zwischen dem wiederholten Passieren desselben Knotenpunktes.
Der Name leitet sich ab von Drachenpunkt (lateinisch draco), dem alten Wort für den Mondknoten.

## Drakonitischer Monat
Für den Erdmond heißt der gemittelte Wert der Zeitspannen zwischen zwei Durchgängen durch denselben Mondknoten drakonitischer Monat. Nur beim Zusammentreffen eines der beiden Mondknoten mit Vollmond ist eine Mondfinsternis möglich,  beim Zusammentreffen mit Neumond eine Sonnenfinsternis. Daher dient der drakonitische Monat zur Berechnung der Sarosperiode (der Zeitspanne, nach der sich Sonnen- und Mondfinsternisse wiederholen).

## Drakonitisches Jahr
Ein drakonitisches Jahr wird – zumindest für die Erde – nicht angegeben: Ein mittlerer Wert lässt sich nicht definieren, da die Ekliptik die mittlere Ebene der Erdbahn ist und somit keine „Knoten der Erdbahn“ existieren. Tatsächlich weicht die wahre Erdbahn jedoch von der Ekliptik ab, und der „Knoten der Erdbahn“ ist der wahre Frühlingspunkt, die zugehörige Periode das Sonnenjahr. 
Für die anderen Planeten dagegen ließe sich – im erweiterten Sinne des Jahresbegriffs als Bahnperiode – sehr wohl ein drakonitisches Jahr angeben, da ihre Inklination gegenüber der Ekliptik, anders als diejenige der Erde, von Null verschieden ist. Weil aber die drakonitische Periode hauptsächlich im Zusammenhang mit Finsternissen zu sehen ist und diese bei den anderen Planeten nicht auftreten, sondern nur Okkultationen und Passagen, ist die Angabe eines drakonitischen Jahres für die anderen Planeten nicht sonderlich von Interesse.